# Mohammad Irani
Mohammad Irani (persisch محمد ایرانی‎; * 1958 in Ghom) ist ein iranischer Diplomat, der seit 17. Dezember 2018 Botschafter in Kuwait (Kuwait) ist.
Er ist Master der Politikwissenschaft.

## Werdegang
1983 trat er in den auswärtigen Dienst und wurde an den Botschaften in Damaskus und Kairo beschäftigt.
Von 1996 bis 1999 war er Geschäftsträger in Beirut.
Von 1. Oktober 2005 bis 2007 war er Botschafter in Amman.
Am 22. November 2017 war er Stellvertretender Leiter der Abteilung Naher Osten, Arabien und Nordafrika und suchte bei der tunesischen Regierung an, ob sie im Konflikt mit der saudischen Regierung vermitteln kann.